# جئوننونگ-دونگ
جئوننونگ-دونگ (به لاتین: Jeonnong-dong) یک منطقهٔ مسکونی در کره جنوبی است که در Dongdaemun District واقع شده‌است.